# السيد الرائع
السيد الرائع أو ريد ريتشاردز هو بطل خارق في مارفل كومكس وأحد أعضاء فنتاستك فور.ظهرت الشخصية لأول مرة في نوفمبر 1961.